# Xylocopa barbatella
Xylocopa barbatella är en biart som beskrevs av Cockerell 1931. Xylocopa barbatella ingår i släktet snickarbin, och familjen långtungebin. Inga underarter finns listade i Catalogue of Life.